# Metagonia delicata
Metagonia delicata is een spinnensoort uit de familie trilspinnen (Pholcidae). De soort komt voor van Mexico tot Panama.